# Martha Tembo
Martha Tembo (* 8. März 1998) ist eine sambische Fußballspielerin.

## Karriere

### Verein
Zu Beginn ihrer Karriere spielte Tembo in ihrer Heimat für die Green Buffaloes. Seit Anfang 2023 steht sie beim kasachischen Klub BIIK Kazygurt unter Vertrag.

### Nationalmannschaft
Mit der sambischen U17 nahm sie an der Weltmeisterschaft 2014 teil und kam hier in drei Spielen zum Einsatz.
Danach nahm sie mit der sambischen A-Nationalmannschaft am Afrika-Cup 2018 teil. Beim Olympiaturnier der Spiele 2020 gehörte sie ebenfalls zum Kader und kam hier auf zwei Einsätze. Beim Afrika-Cup 2022 war sie ein fester Bestandteil des Teams und stand bei jeder Partie in der Startelf. Am Ende erreichte sie mit ihrer Mannschaft den dritten Platz.
Am 3. Juli 2023 wurde sie in den Kader für die Weltmeisterschaft 2023 nominiert.